# Stefan Mens
Stefan Mens (* 28. Januar 1966 in Zürich) ist ein Schweizer Komponist und Musiker.
Er studierte Musik an der Jazz Schule St. Gallen und war als Musiker in zahlreichen Produktionen verschiedener Musicals engagiert. Er komponierte die Musik zu den Stücken The Voice (Steffisburg, 1998) und Basileia (T: B. Waldvogel, Basel, 2006), wo er auch die musikalische Leitung innehatte; sowie feierte 2009 das Musical Romy – Die Welt aus Gold nach dem Buch von Daniel Call und der Musik von Stefan Mens seine Uraufführung im Theater Heilbronn. Des Weiteren komponierte er die Musik zu 'Amazing Grace' – einem Musical über Grace Kelly, das vorerst unaufgeführt ist.
Stefan Mens entwickelte die Idee zu einem Musical mit dem Thema Heidi. Die Verbindung der Lebensgeschichte von Johanna Spyri mit der Figur von Heidi war die Vorlage für das Musical Heidi – das Musical (T: Shaun McKenna, M: Stephen Keeling), welches im Jahre 2005 unter Mens' musikalischer Leitung uraufgeführt und 2006 wieder aufgenommen wurde. Das Anhaltische Theater Dessau hatte Heidi – das Musical 2006/07 ebenfalls im Spielkalender.
Die Heidi-Reihe wurde 2007 mit dem Stück Heidi – das Musical – Teil 2 weitergeführt.
Stefan Mens orchestrierte weiterhin die Stücke The New Adventures Of Peter Pan (McKenna/Keeling), 'Jeanne d'Arc' von Maricel Wölk und 'Alperose' – ein Musical mit vielen Liedern von Polo Hofer.

## Bisherige Projekte
- Die Rückkehr von Peter Pan (Originaltitel: The New Adventures Of Peter Pan) – Musical von Stephen Keeling und Shaun McKenna, Premiere am 4. November 2023 am Theater Regensburg
- Heiweh – Fernweh, ein Musical mit berühmten Schweizer Songs, Musical Director, Arranger, Buch: Max Sieber
- The Jazz Chord Base, Videokurs und Buch zum systematischen Erlernen von Jazz-Akkorden auf der Gitarre. English und Deutsch
- Escher – de König vo Züri. Komposition und Orchestration mit H.P.Brüggemann
- Alperose – das Musical mit Songs von Polo Hofer – Orchestrator und Musical Director, T: Walter Hitz, M: Polo Hofer u. a. Premiere am 17. Februar 2012 in Bern
- Jeanne d'Arc – Orchestrator (T und M: Maricel Wölk)
- Amazing Grace – ein Musical über die legendäre Schauspielerin Grace Kelly, Komponist, bisher unaufgeführt
- Romy – Die Welt aus Gold, Komponist, T: Daniel Call, Theater Heilbronn
- Heidi – Das Musical, Orchestrator und Idee, Musical Director
- Heidi – Das Musical Teil II, Orchestrator und Idee
- Basileia, T: Bruno Waldvogel, Komponist, Musical Director
- Betty Legler, Murrlibuz, Dirigent
- Tobias Loosli, Illi, de Landstriicher, Komponist
- The Voice, Steffisburg und Bern, Komponist
- Die Schwarzen Brüder, Schaffhausen, Gitarre
- Les Misèrables, Thun und Antwerpen, Gitarre
- Cats, Antwerpen und Eurotour, Gitarre
- Evita, The nederlandse tour, Gitarre
- Der Herr Der Ringe, Berlin, Ass. Conductor & Gitarre
- La Cage aux folles, Cabaret, Piaf, Luzern, Gitarre
- Jesus Christ Superstar, St. Gallen, Gitarre
- Der Graf von Monte Christo, St. Gallen, Gitarre
- Dällebach Kari, Thun und Zürich, Gitarre
- Gotthelf, Thun, Gitarre

| Personendaten    | Personendaten                   |
| ---------------- | ------------------------------- |
| NAME             | Mens, Stefan                    |
| KURZBESCHREIBUNG | Schweizer Komponist und Musiker |
| GEBURTSDATUM     | 28. Januar 1966                 |
| GEBURTSORT       | Zürich                          |